# Laser Mission
Laser Mission ist ein deutsch-amerikanisch-südafrikanischer Actionfilm aus dem Jahr 1989. Regie führte BJ Davis.

## Handlung
Michael Gold arbeitet als freier Agent für die CIA. Er soll in der afrikanischen Region Kavango den Wissenschaftler Dr. Braun zur Zusammenarbeit mit den Amerikanern überzeugen. Bei einem ersten Treffen wird er gefangen genommen und soll als Spion hingerichtet werden. Es gelingt ihm jedoch die Flucht. Seine Auftraggeber überzeugen ihn, den Wissenschaftler aus den Händen des KGB zu befreien. Er reist wieder nach Kavango und sucht Alissa, die vermeintliche Tochter des Professors auf. Gemeinsam versuchen sie den Aufenthaltsort des Professors zu lokalisieren. Sein im Sterben liegender, bester Freund, Professor Rice, gibt ihnen einen Tipp. Sie können die herannahenden Söldner nach einer waghalsigen Verfolgungsjagd mit einem gestohlenen Transporter abschütteln.
Beim gewaltsamen Grenzübertritt zu Namibia wird der Transporter zerstört und beide fliehen weiter durch die Wüste. Von einem Söldner des österreichischen Trophäenjägers bekommen sie den Tipp, es in Swakopmund zu versuchen. Eckhardt arbeitet mit Colonel Kalishnakov vom KGB zusammen. Der Professor soll für den KGB eine Laserwaffe konstruieren. Ein Grundbestandteil ist der größte Diamant der Welt, der zuvor bei einer Präsentation entwendet wurde.
Im Hotelzimmer kommen sich Alissa und Michael näher. Während Michael anschließend schläft zieht Alissa, die in Wirklichkeit auch eine Agentin der CIA ist, auf eigene Faust los und wird gefangen genommen. Michael versucht sie zu befreien, wird jedoch ebenfalls gefangen genommen. Auf dem Anwesen von Eckhardt und der nahe gelegenen Diamantenmine kommt es schließlich zum Showdown. Alissa, dem Professor und Michael gelingt es, Eckhardt und Kalishnakov zu überwältigen und den Diamanten sicherzustellen.

## Hintergrund
Die deutschen Videofassung von IMW wurde 1991 von der BPJM indiziert. Im Mai 2016 folgte nach Ablauf der 25-Jahresfrist die Aufhebung der Indizierung. In den späten 1990ern wurde eine weitere Fassung vom Uncut-Label Screen Power vermarktet. 2006 veröffentlichte IMW und EuroVideo den Film auf DVD. Um eine Freigabe ab 16 Jahren zu erhalten, wurde der Film an drei Stellen minimal gekürzt. Die DVD war zunächst als JK-Fassung geplant, nach den Änderungen wurde die FSK 16-Freigabe einfach über das Siegel der JK geklebt.

## Kritik
„Dürftiger James-Bond-Verschnitt, der auf überkommene Feindbilder setzt; beinahe comic-artig in Erzählweise und Darstellung, werden Verfolgungsjagden und Schießereien ohne Gespür für Timing einfallslos und bisweilen genüßlich aneinandergereiht.“